# 14873 Shoyo
14873 Shoyo è un asteroide della fascia principale. Scoperto nel 1990, presenta un'orbita caratterizzata da un semiasse maggiore pari a 2,3902246 UA e da un'eccentricità di 0,2265772, inclinata di 8,47554° rispetto all'eclittica.
L'asteroide è dedicato all'omonima high school di Takasago in Giappone.